# Adolf Mussafia

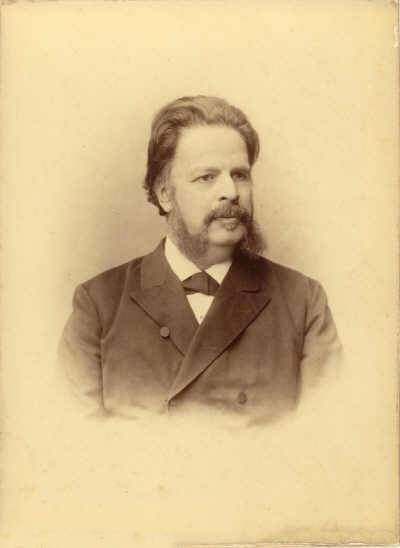
Adolf Mussafia, una fotografía de Rudolf Krziwanek

Adolf Mussafia (conocido en Italia como Adolfo Mussafia; Split o Spalato, Dalmacia, 15 de febrero de 1835 - Florencia, Italia, 7 de junio de 1905), medievalista, romanista e hispanista dálmata.

## Biografía
De origen judío, quiso en un principio estudiar medicina; pero obtuvo el cargo de profesor de italiano en la Universidad de Viena en 1855 y empezó a estudiar seriamente filología, llegando a enseñar filología románica desde 1860 en dicha universidad hasta su jubilación. Miembro de la Academia Vienesa de Ciencias en 1866, se interesó en especial por los antiguos dialectos italianos; fruto de este interés son sus Monumenti Antichi di Dialetti Italiani (1864). Escribió una muy popular gramática del italiano (en 1895 iba ya por la vigesimocuarta impresión). Convertido al cristianismo, fue nombrado miembro del parlamento austriaco. Allí defendió siempre los derechos de las minorías italianas de Austria. 
Escribió más de trescientos trabajos fundamentalmente sobre romanística medieval, interesándose en especial por la literatura italiana y en particular por Giovanni Boccaccio y Dante Alighieri; en Viena conoció a Ferdinand Wolf, quien le introdujo en la filología hispánica y publicó una versión métrica en catalán de los Siete pecados capitales (1876). 
Descubrió la llamada ley de Tobler-Mussafia, que describe la exclusión de los clíticos verbales de la posición inicial de frase.